# Gordon Fuller
Gordon Harold Fuller (Windsor, 30 agosto 1894 – Tilbury, 7 gennaio 1968) è stato un allenatore di pallacanestro canadese.

## Carriera
Ha allenato la nazionale di pallacanestro del Canada che ha vinto la medaglia d'argento con alle Olimpiadi di Berlino 1936.
Ha vinto il titolo canadese nel 1936 con il Windsor Ford V-8's.